# Isabella von England

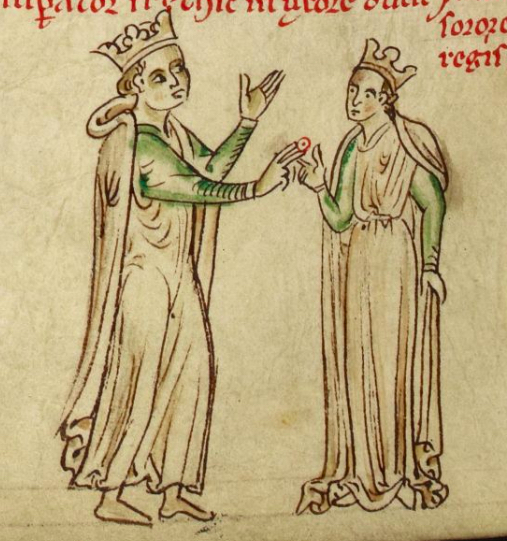
Heirat Kaiser Friedrich II. mit Isabella von England. (Darstellung aus der Chronica Maiora des Matthew Paris, um 1250, London, British Library, MS Royal 14 C VII, fol. 123v)

Isabella von England (auch Isabella Plantagenet oder Elisabeth genannt; * 1214 in Gloucester; † 1. Dezember 1241 in Foggia) war eine englische Prinzessin und als dritte Gemahlin Kaiser Friedrichs II. 1235 bis 1241 Kaiserin des Heiligen Römischen Reiches sowie Königin von Sizilien.

## Abstammung und Jugend
Die wohl Ende 1214 geborene Isabella Plantagenêt war das vierte Kind und die zweite Tochter des englischen Königs Johann Ohneland und seiner zweiten Gattin Isabella von Angoulême. Ihr Vater starb bereits im Oktober 1216 und ihre Mutter verließ 1217 England für immer. An Stelle der Mutter war wahrscheinlich Margaret Biset für die Obsorge des Mädchens zuständig. Viele Jahre später (1235) sollte Margaret Biset jedenfalls Isabella anlässlich von deren Eheschließung an den Hof Kaiser Friedrichs II. begleiten.
Isabella hatte zu ihrem Bruder Heinrich III., der seinem verstorbenen Vater minderjährig als König nachfolgte, ein sehr inniges Verhältnis. Ihre Schwester Johanna wurde im Juni 1220 mit dem schottischen König Alexander II. verlobt. Dieser sollte für den Fall, dass Johanna, die im Zuge einer gescheiterten vorangegangenen Verlobung mit Hugo X. von Lusignan in Südwestfrankreich gefangen gehalten wurde, innerhalb eines gewissen Zeitraums nicht nach England zurückgebracht werden konnte, statt ihrer Isabella zur Gattin erhalten, wozu es jedoch nicht kam. 1225 verhandelte Heinrich III. über die Verheiratung einer seiner Schwestern, wohl Isabellas, mit dem deutschen König Heinrich (VII.) – dem ältesten Sohn ihres späteren Gatten Kaiser Friedrich II. – und einige Zeit danach über ihre Vermählung mit dem französischen König Ludwig IX., doch kamen beide Eheprojekte nicht zustande.

## Heirat mit Kaiser Friedrich II.
Als Papst Gregor IX. zu Pfingsten 1234 Friedrich II. in Rieti traf, schlug er dem zweimal verwitweten Kaiser eine neue Heirat mit der englischen Prinzessin Isabella vor. Von der Förderung dieser Heiratsallianz erhoffte sich der Papst die Realisierung eines neuen römisch-englisch-deutschen Kreuzzuges. Für den Kaiser wiederum war diese Anregung dadurch empfehlenswert, weil er so auf die Einstellung weiterer englischer Unterstützung für die Welfen, die zu seinen politischen Gegnern gehörten, hoffen durfte. Außerdem wünschte er sich weitere legitime männliche Nachkommen, da er damals erst zwei erbberechtigte Söhne hatte und noch dazu mit seinem ältesten Sohn Heinrich (VII.) in immer offeneren Konflikt geriet. Um Ludwig IX., der die geplante Heirat möglicherweise als Bündniswechsel des Staufers auf die englische Seite betrachten würde, nicht zu beunruhigen und misstrauisch zu machen, versicherten sowohl Friedrich II. als auch Gregor IX. dem französischen König, dass auch ferner keine Verschlechterung der deutsch-französischen Beziehungen intendiert sei.
Zum Abschluss des Eheprojekts schickte Friedrich II. Ende November 1234 seinen engen Vertrauten Petrus de Vinea als Leiter einer sizilischen Delegation nach England, wo die kaiserlichen Gesandten Anfang 1235 ankamen. Als Morgengabe für seine künftige Gemahlin ließ der Kaiser ihr die Übereignung des Besitzes des Val Mazzara im Osten Siziliens und der Herrschaft Monte Sant’Angelo in Apulien anbieten und forderte im Gegenzug eine Mitgift für Isabella in der Höhe von 30.000 Mark Silber. Der englische Chronist Roger von Wendover, der für die Heiratsverhandlungen die wichtigste Quelle darstellt, gibt an, dass Heinrich III. mit den hochrangigsten Adligen und Prälaten seines Reichs drei Tage lang das Ersuchen des Kaisers um Isabellas Hand beriet und schließlich guthieß. Zur Aufbringung der hohen, innerhalb der nächsten zwei Jahre fälligen Mitgift führte der englische König u. a. sogar eine Pflugsteuer ein. Damit die Gesandten die Braut begutachten konnten, wurde sie von ihrem Domizil im Londoner Tower nach Westminster geführt und ihnen dort vorgestellt. Den Delegierten gefielen sowohl die Schönheit als auch die gepflegten Umgangsformen der Prinzessin; daher steckten sie ihr den Verlobungsring an den Finger und begrüßten sie als neue Kaiserin.
Mit der Besiegelung des Ehevertrags am 22. Februar 1235 stand Isabellas Reise nach Deutschland zu ihrer Hochzeit mit dem Kaiser nichts mehr im Wege. Sie wurde von ihrem Bruder Heinrich III. auf das Reichlichste ausgestattet, so mit einer goldenen, mit teuren Edelsteinen besetzten Krone, weiterem Schmuck, herrlichen Kleidern, silbernem und goldenem Geschirr und sogar einem eigenen Brautbett. Der damals noch in Italien befindliche Friedrich II. hatte zum Treffen mit seiner Braut ebenfalls erst anzureisen. Eine offene Revolte Heinrichs (VII.) machte außerdem seine Anwesenheit in Deutschland erforderlich. Dieser musste sich schließlich seinem Vater kurz vor dessen Hochzeit unterwerfen und seitdem – bis zu seinem vermutlich durch Selbstmord erfolgten Tod 1242 – in Gefangenschaft leben.
Zwei hochrangige Gesandte des Kaisers, der Erzbischof Heinrich I. von Köln und der Herzog Heinrich I. von Brabant, trafen zu Ostern 1235 in London ein, um Isabella abzuholen. Einen Tag nach dem am 6. Mai in Westminster veranstalteten Abschiedsfest reiste Isabella in Begleitung Heinrichs III., der kaiserlichen Gesandten, des Bischofs von Exeter, William Briwere, und weiteren großen Gefolges von London über Rochester und Canterbury an die südostenglische Küste nach Sandwich. Sie verabschiedete sich unter Tränen von ihrem königlichen Bruder und schiffte sich sodann am 11. Mai auf der zu ihrer Abholung bereitgestellten Flotte ein, die vier Tage später in Antwerpen anlegte. Dort erfuhr sie einen großartigen Empfang seitens örtlicher Geistlicher und wurde von zahlreichen bewaffneten Adligen – die angeblich eine befürchtete Entführung der Braut im Auftrag Ludwigs IX. verhindern sollten – nach Köln eskortiert, wo sie am 20. oder 24. Mai ankam. Fast ein Viertel der Bürger dieser Stadt, etwa 10.000 Personen, sollen ihr zur Begrüßung entgegengezogen sein. Bei ihrem feierlichen Einzug in Köln, der von einem pompösen Programm begleitet war, erfreute sie die Zuschauer durch Abnehmen ihres (traditionell üblichen) Schleiers, da die schöne Kaiserin nun unverhüllt betrachtet werden konnte. Isabella hielt sich etwa eineinhalb Monate in der Stadt auf, wobei sie ehrenvoll im Haus des Propstes von St. Gereon untergebracht war.
Nachdem Friedrich II. seines rebellischen Sohnes Heinrich (VII.) Herr geworden war, machte sich Isabella Anfang Juli 1235 gemeinsam mit dem Erzbischof von Köln und dem Bischof von Exeter auf den eine Woche dauernden Weg nach Worms zu ihrem Bräutigam. Der 40-jährige Kaiser war sogleich über die große Anmut der 21-jährigen Engländerin entzückt. Er ehelichte Isabella am 15. Juli 1235 im Wormser Dom in Anwesenheit des versammelten Hochadels und Klerus, darunter angeblich auch vier Königen und elf Herzögen. Laut dem englischen Chronisten Matthäus Paris beriet der Kaiser sich auch mit seinen Astrologen. Sein Interesse an Astrologie war wohl durch Berührung mit der islamischen Welt geweckt worden. Die Befragung der Sterne ergab als günstigsten Zeitpunkt für die Zeugung männlichen Nachwuchses erst die frühen Morgenstunden nach der Hochzeitsnacht für den Vollzug der Ehe. Gemäß späteren Geschichtsschreibern soll Isabella 1236 wirklich einen, allerdings jung verstorbenen, Sohn namens Jordan geboren haben, doch ist diese Angabe auf Grund des Fehlens zeitgenössischer Zeugnisse zweifelhaft.

## Ehejahre, Kinder und früher Tod
Nach viertägigen Hochzeitsfeierlichkeiten genossen Isabella und Friedrich II. ihre Flitterwochen in der Kaiserpfalz Hagenau im Elsass. Die Kaiserin musste sich allerdings von ihren englischen Gefolgsleuten trennen, die wieder heimreisten. Nur zwei ihrer Damen durften auch weiterhin bei ihr bleiben, ihre oben erwähnte Gouvernante Margaret Biset und ihre Dienerin Katherine, die sehr gut sticken konnte und diese Fertigkeit auch ihrer Herrin beigebracht hatte. Öffentlich trat Isabella wenig in Erscheinung und besaß keinen politischen Einfluss. Sie soll auf Befehl des Kaisers abgeschirmt in der Obhut sarazenischer Eunuchen gelebt haben. Während Uwe A. Oster dieser Behauptung des Matthäus Paris keinen Glauben schenkt und dahinter antistaufische päpstliche Propaganda vermutet, bezweifelt sie etwa Walter Koch nicht.
Isabella gebar ihrem Gemahl abgesehen von dem unsicher bezeugten Jordan drei Kinder, deren Geburts- und Sterbedaten aber ebenfalls teilweise unsicher sind:
- Margarethe (* etwa Februar 1237;[9] † 8. August 1270), seit 1254/1255 Gemahlin von Albrecht II., Landgraf von Thüringen
- Carl Otto/Heinrich (* 17. oder 18. Februar 1238; † um 1254), seit 1250 Titularkönig von Jerusalem
- Kind (* 1. Dezember 1241; † bald nach der Geburt)

Am 15. August 1235 hielt Friedrich II. einen prachtvollen Hoftag in Mainz ab, bei dem Isabella nicht zugegen war. Zur Konsolidierung der Verhältnisse in Deutschland verkündete der Kaiser einen Reichslandfrieden und söhnte sich mit den Welfen aus. Im Gegenzug erhielt er Unterstützungserklärungen vieler deutscher Fürsten für einen zum Unmut des Papstes geplanten Krieg gegen lombardische Städte, insbesondere Mailand, die ihm feindlich gesinnt waren. Isabella residierte weiterhin in Hagenau, wo Friedrich II. mit ihr den Winter verbrachte. Der Monarch erwies seiner Gemahlin Aufmerksamkeiten, indem er ihr etwa teure Gewänder, Schuhe und Musikinstrumente schenkte. Er bemühte sich auch um die Aufrechterhaltung enger Beziehungen zu seinem Schwager, dem englischen König, dem er u. a. exotische Tiere wie drei Leoparden zukommen ließ.
Ende April 1236 verließ das Kaiserpaar sein Domizil in der Pfalz in Hagenau und reiste nach Marburg. Dort wohnte Isabella im Mai an der Seite ihres Gatten der Umbettung der sterblichen Überreste Elisabeths von Thüringen bei. Während Isabella nach Hagenau zurückkehrte, führte der Kaiser im Herbst 1236 einen keine große Erfolge erzielenden Feldzug gegen widerstrebende Kommunen der Lombardei und hielt sich den folgenden Winter in Wien auf. Etwa Anfang 1237 brachte die Kaiserin ihre Tochter Margarethe zur Welt, worüber ihr hocherfreuter Gemahl die Bürger Palermos brieflich informierte. Dem Wortlaut dieses Schriftstücks nach zu schließen dürfte es sich um Isabellas erste Entbindung gehandelt haben.
Als Friedrich II. sich im August 1237 mit einer wesentlich größeren Streitmacht zu einem weiteren Kriegszug gegen den Lombardenbund aufmachte, wurde er laut einem Brief Hermanns von Salza von seiner Gemahlin über die Alpen nach Norditalien begleitet, obwohl sie erneut schwanger war. Er konnte am 27./28. November bei Cortenuova nahe Bergamo einen klaren Sieg über die Mailänder und deren Verbündete erringen, lehnte dann aber ein Friedensangebot ab und forderte in Überschätzung seiner Kräfte die bedingungslose Unterwerfung seiner Gegner. Auch Isabella blieb in Oberitalien und gebar im Februar 1238 in Ravenna einen von den Quellen entweder als Carl Otto oder Heinrich bezeichneten Sohn. Vielleicht erhielt dieser anfangs den ersteren Namen und wurde nach dem Tod des gefangengehaltenen ältesten Sohns des Kaisers in Heinrich umbenannt. Seiner großen Begeisterung über die Geburt von Isabellas Sohn verlieh der Kaiser in mehreren erhaltenen Schreiben Ausdruck. Zu seinen Adressaten gehörte u. a. Richard, Earl von Cornwall, ein Bruder Heinrichs III. von England.
Die Glückssträhne des Kaisers riss aber mit seiner monatelangen erfolglosen Belagerung Brescias im Sommer/Herbst 1238 ab. Auf seine Anweisung hin nahm Isabella von September bis Dezember 1238 ihren Wohnsitz in der süditalienischen Stadt Andria und wurde gegen Jahresende vom Erzbischof Berardo von Palermo zurück in die Lombardei geleitet. Inzwischen hatte Friedrich II. die Eroberung Brescias aufgeben müssen. Im Februar/März 1239 hielt sich Isabella mit ihrem kleinen Sohn in Noventa auf, während ihr Gemahl in Padua weilte. Als der Papst im März 1239 den Kaiser unter fadenscheinigen Gründen exkommunizierte, lieferten sich beide Seiten eine unter die Gürtellinie gehende Propagandaschlacht. Friedrich II. beschwerte sich bei seinem Schwager Heinrich III. über dessen mangelhafte Unterstützung. Der englische König versuchte zu beruhigen, warf dem Kaiser aber im Gegenzug vor, dass dieser seine Gattin Isabella abschotte und ihr das Tragen der Krone in der Öffentlichkeit verbiete.

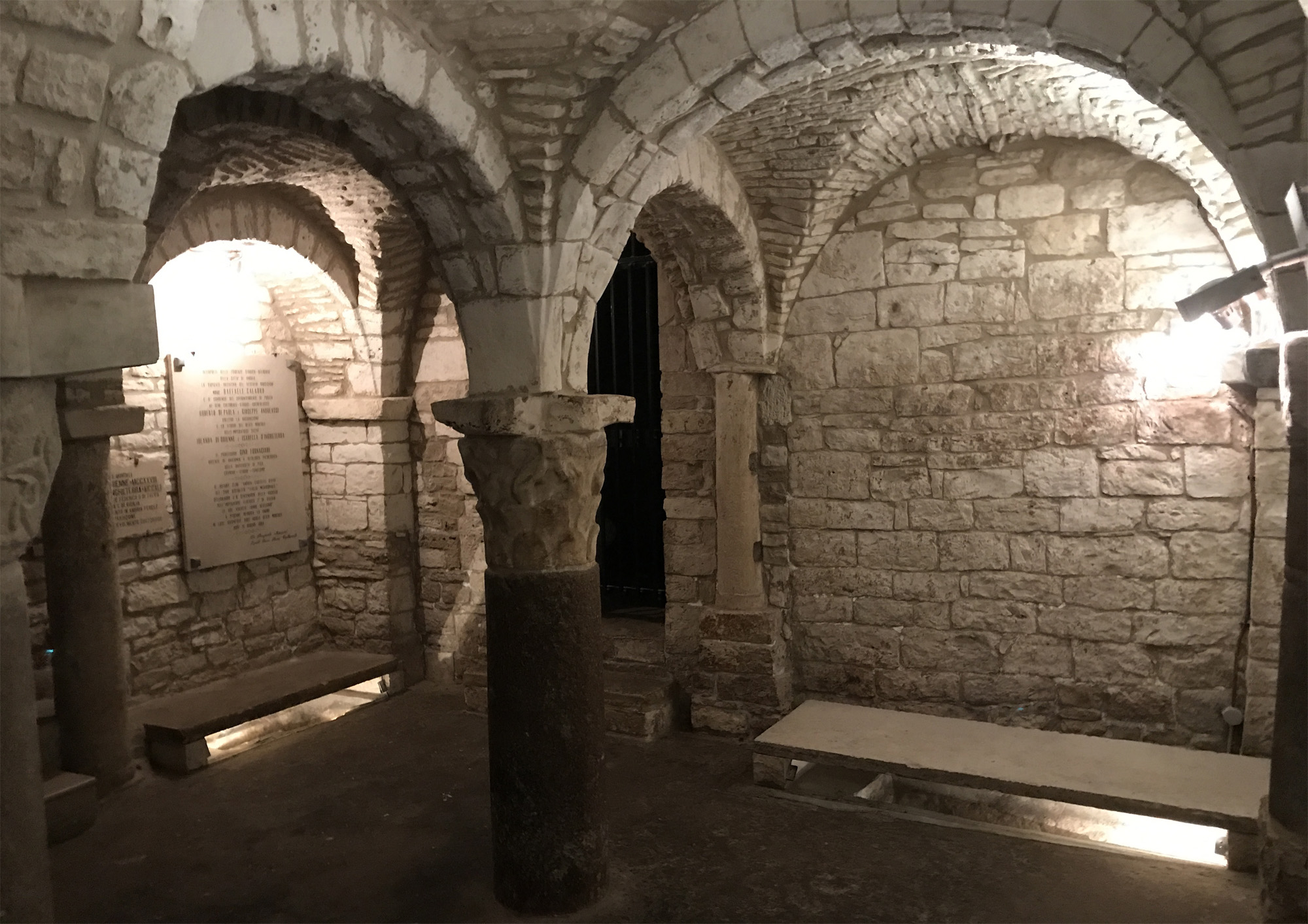
Isabella soll in der Krypta der Kathedrale von Andria in einem Sarg in einer der beiden Bodennischen bestattet sein.

Einigen Briefen Friedrichs II. ist zu entnehmen, dass er seine Gattin Anfang 1240 in sein Königreich Sizilien zurücksandte, wo sie in der Burg Salvatoris ad Mare bei Andria in Apulien Hof hielt. Der Kaiser sorgte auch dafür, dass Isabella standesgemäß leben konnte und ihr Hofstaat genügend Ausstattung erhielt. Sie wurde der Obhut treuer sizilischer Anhänger des Kaisers anvertraut, zuerst Giovanni de Amato. Als dieser starb, übernahm Jacopo Capece dessen Stelle. In seinem Streit mit Gregor IX. hatte Friedrich II. inzwischen ab August 1239 das Herzogtum Spoleto besetzt und begab sich Ende März 1240 nach fünfjähriger Abwesenheit wieder in sein Königreich Sizilien. In den folgenden Monaten hielt er sich zwar wie Isabella in Apulien auf; ob er sie in dieser Zeit aber traf, ist aufgrund fehlender dementsprechender Quellenangaben nicht feststellbar. Im Juli 1240 machte er sich zu einem neuen Einfall in den Kirchenstaat auf, konnte Faenza jedoch erst nach achtmonatiger Belagerung im April 1241 erstürmen. Ein unterdessen vom Papst nach Rom einberufenes Konzil suchte der Kaiser zu torpedieren, um seine Amtsenthebung zu verhindern.
Der nach einem Kreuzzug im Juli 1241 in Trapani im Nordwesten Siziliens gelandete Bruder Isabellas, Richard von Cornwall, zog nach Norden zu einem Treffen mit dem Kaiser, der damals gegen Rom marschierte, aber von einem Angriff auf die Ewige Stadt vorerst absah. Richard wurde bei seiner Ankunft in Terni in Umbrien von Friedrich II. äußerst zuvorkommend und gastfreundlich empfangen, konnte seine Schwester jedoch erst einige Tage später sehen. Allerdings muss dies kein Hinweis auf ein angeblich vom Kaiser befohlenes isoliertes Leben Isabellas sein; möglicherweise war sie wie schon bei früheren Kriegszügen eine geraume Strecke vom Feldlager ihres Gemahls entfernt untergebracht. Isabella und Richard schauten dann zu ihrem großen Ergötzen unterhaltsamen Veranstaltungen zu, bei denen etwa sarazenische Mädchen artistische Tanzkunststücke präsentierten. Im Konflikt zwischen Kaiser und Papst suchte Richard vergeblich zu vermitteln. Gregor IX. starb aber bereits am 22. August 1241, woraufhin Friedrich II. sich mit seiner erneut schwangeren Gemahlin nach Apulien zurückzog.
Isabella starb im Alter von 27 Jahren bei einer weiteren Geburt am 1. Dezember 1241 in Foggia zusammen mit dem Neugeborenen. Sie wurde auf Anweisung Friedrichs II. in einer feierlichen Begräbniszeremonie neben seiner zweiten Gattin Isabella von Brienne in der Krypta der Kathedrale von Andria beigesetzt. Der tiefbetrübte Kaiser ordnete Trauergottesdienste in allen größeren Kirchen Siziliens an. Erst in einem am 30. Januar 1242 verfassten Schreiben setzte er den englischen König offiziell über Isabellas Ableben in Kenntnis. Isabella hatte ihren Gemahl zuletzt noch gebeten, weiterhin freundschaftliche Beziehungen zu ihrem Bruder Heinrich III. zu unterhalten.